# カレル・アペル

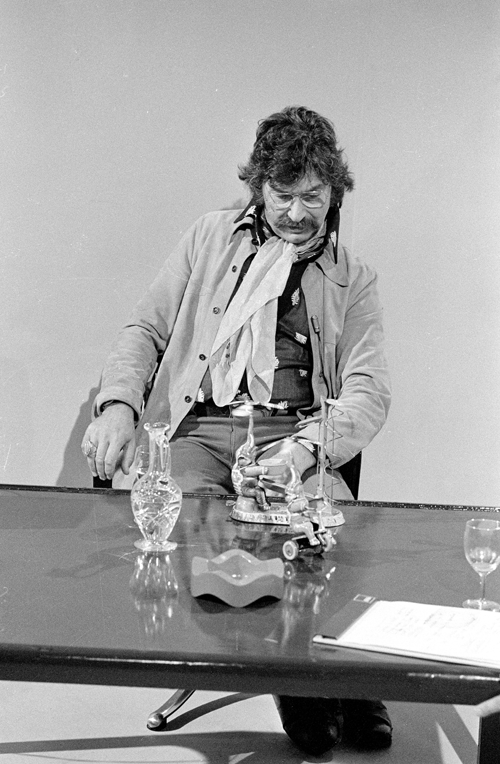
カレル・アペル

カレル・アペル（Karel Appel, 1921年4月25日 - 2006年5月3日）は、オランダの画家。アムステルダムに生まれ、激しい筆致の原色の抽象画や多彩な色を用いた立体作品などを制作し、オランダ現代美術の代表的な作家となった。
ロイヤル・アカデミー・オブ・ヴィジュアル・アーツ・アムステルダム（王立美術学校）で1940年から1943年まで学び、初個展を1946年にフローニンゲンで開催する。アペルはパブロ・ピカソ、アンリ・マティス、およびジャン・デュビュッフェの影響を受け、原初的なエネルギーに満ちた激しい原色の人物像などを描いた。オランダの実験的な芸術家集団「レフレックス（Reflex）」に関わった後、コンスタン、コルネイユ、ピエール・アレシンスキーらとともにオランダやベルギー、北欧を拠点とする芸術家集団「コブラ（CoBrA）」の結成に参加した。アペルが1949年にアムステルダム市庁舎に描いたフレスコ画は議論を呼び、10年間も覆いをかけられていた。
アペルは1950年にパリに移転し、メキシコ、アメリカ合衆国、ユーゴスラビア、ブラジル（サンパウロ・ビエンナーレ）、イタリア（ヴェネツィア・ビエンナーレ）などでの大きな展覧会で国際的な名声を高めた。1951年には評論家ミシェル・タピエと出会い、フランスで起ころうとしていた抽象画の美術運動アンフォルメルに参加している。
アペルはさまざまな色を使用した巨大レリーフ、木やポリエステルでできた彩色されたユーモラスな立体作品、壁画作品などでも知られるようになった。1964年にはフランスの古城を買い取ってアトリエにしたが、1970年代前半に売却しニューヨーク市に移住した。以後、モナコ、ニューヨーク、フィレンツェを往復しながら作品を制作し、1980年代以降は世界各国で多くの回顧展が催されている。アペルは2006年、当時住んでいたチューリッヒで亡くなった。

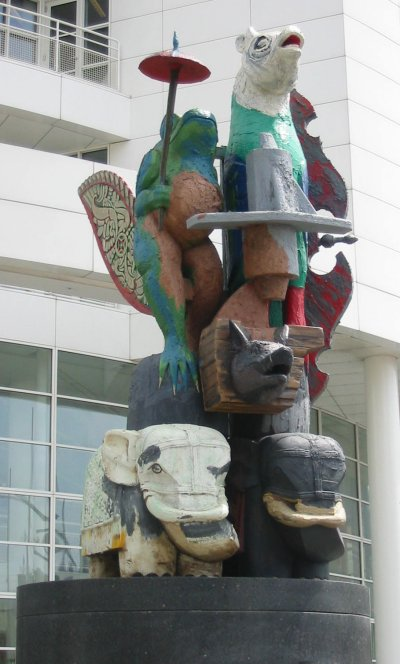
"Frog with umbrella", デン・ハーグ市